# Amphipyra scotophila
Amphipyra scotophila är en fjärilsart som beskrevs av Jacob Hübner 1788. Amphipyra scotophila ingår i släktet Amphipyra och familjen nattflyn. Inga underarter finns listade i Catalogue of Life.